# Laviolette
Pour les articles homonymes, voir Laviolette (homonymie).
Laviolette (également appelé sieur de Laviolette) est considéré comme le fondateur de la ville de Trois-Rivières, le 4 juillet 1634.

## Fondation de Trois-Rivières
Le récit de la fondation de Trois-Rivières s'appuie sur les Œuvres de Champlain, les Relations des jésuites et l'introduction du premier registre des sépultures de Trois-Rivières dit Catalogue des trépassés. Le nom de Trois-Rivières (écrit « 3 rivières ») figure déjà sur une carte de Guillaume Levasseur en 1601. Samuel de Champlain connaissait bien le lieu. En 1603, il écrivait : « Ce serait à mon jugement un lieu propre pour habiter et pourrait-on le fortifier promptement, car sa situation est forte de soi et proche d’un grand lac qui n’en est qu’à quatre lieues. » Le lieu était fréquenté depuis longtemps par les amérindiens et particulièrement en été au moment de la traite des fourrures avec les Français. Le Père Lejeune a pu examiner lui-même en 1634 les restes d'une palissade incendiée depuis peu dont il a constaté « le bout des pieux tout noirs ». Dès 1611, la traite de fourrures se faisait annuellement près de l'embouchure de la rivière Saint-Maurice. En 1633, Champlain promet au chef Montagnais Capitanal qu'il y établira un poste permanent. Convaincu de l'importance stratégique de l'emplacement pour la traite des fourrures, Samuel de Champlain y fera construire un fort qui servira à la fois au commerce, à l'occupation et la défense du territoire. Ce poste deviendra le point de départ d'expéditions vers l'intérieur du pays et donnera naissance à la ville qui existe aujourd'hui.
En 1637, l'auteur de l'introduction au Catalogue des trépassés rapporte qu'en 1634, « Monsieur de Champlain » chargea « Monsieur de Laviolette » de conduire une barque à l'embouchure de la rivière Saint-Maurice, ayant à bord des artisans et des soldats, les pères jésuites Jean de Brébeuf et Antoine Daniel, ainsi que le matériel nécessaire pour établir une habitation. Monsieur de Laviolette met le pied à terre le 4 juillet et commence à faire ériger une maison fortifiée et plus tard un fort sur une hauteur appelé le Platon.

### Laviolette

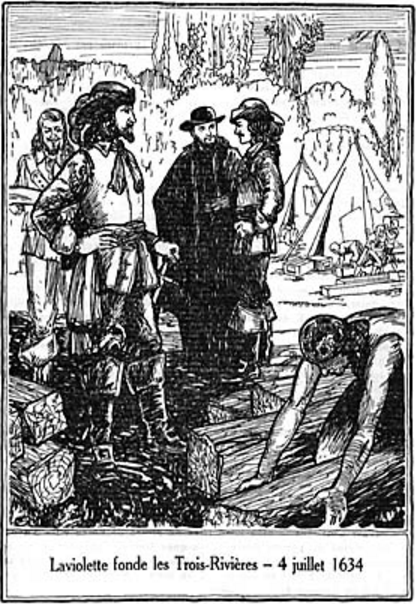
Laviolette fonde les Trois-Rivières.

Cette affirmation que Laviolette est bien le fondateur de Trois-Rivières, s'appuie sur un unique document : l'introduction du Catalogue des trépassés (premier registre des sépultures de Trois-Rivières) rédigé en 1637, au moins trois ans après les événements relatés. L'abbé Jean-Baptiste-Antoine Ferland a été le premier historien à reconnaître Laviolette comme le fondateur de Trois-Rivières en 1861. L'information a été reprise par Benjamin Sulte en 1870 dans son Histoire de la ville des Trois-Rivières et des environs et dans ses autres travaux.
Outre les travaux de Ferland (1861) et de Sulte (1870), le personnage de Laviolette a été mis en valeur en 1884 lors des fêtes du 250e anniversaire de la ville, avec la réalisation d'une statue commémorative par le sculpteur Louis-Philippe Hébert. Benjamin Sulte avait servi de modèle pour son ami-sculpteur pour représenter Laviolette. La statue a été détruite en 1919. Lors des fêtes du 300e anniversaire de la ville, en 1934, un nouveau buste a été coulé en bronze pour commémorer le sieur de Laviolette, par le sculpteur Jean-Jacques Cuvelier. Ce buste est une copie de la statue de Lambert Closse à Montréal, réalisée par Louis-Philippe Hébert vers 1892-1895.
Nombreux ont été les chercheurs qui ont tenté d'identifier le vrai nom du sieur de Laviolette. Les hypothèses suivantes ont été évoquées : Nicolas Goupil, Nicolas Lalande, Guy Laviolette, Samuel de Champlain, Nicolas Nau dit Laviolette, Théodore Bochart du Plessis et finalement, Robert de Longvilliers de Poincy.
D'autres chercheurs ont voulu plutôt redonner le mérite du titre de fondateur de Trois-Rivières à Samuel de Champlain qui avait mandaté Laviolette, ou au chef amérindien Capitanal à qui Champlain avait promis la construction d'un fort à Trois-Rivières.
Ce Laviolette est mentionné dans les archives à trois reprises seulement, uniquement dans les premiers registres des baptêmes et des sépultures de Trois-Rivières (Catalogue des trépassés et Catalogue des personnes baptisées) : dans l'introduction du catalogue des trépassés et dans deux actes de baptême (les 18 février 1635 et 17 avril 1636). Ces registres ont été rédigés en 1637, et ces actes de baptême sont semblables à ceux publiés dans les Relations des jésuites mais qui eux, ne contiennent pas le nom de Laviolette à titre de parrain lors du baptême de deux femmes amérindiennes. Ce sont des inscriptions dans ces actes de baptême qui établissent que Laviolette a commandé le fort au moins jusqu'au 17 avril 1636. Un nouveau commandant prend le poste en 1636.

#### Première mention

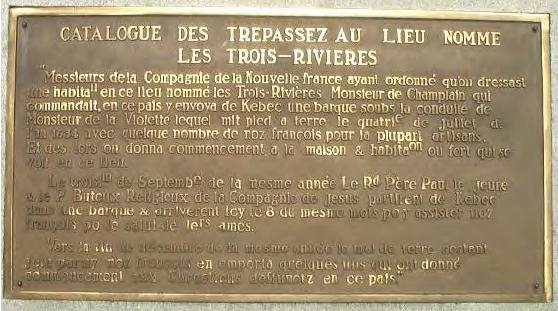
Catalogue des Trépassés.

Introduction du Catalogue des trépassés : « Messieurs de la Compagnie de la Nouvelle-France ayant ordonné qu'on dressa une habitation en ce lieu nommé les Trois-Rivières, Monsieur de Champlain qui commandait en ce pays y envoya de Québec une barque sous la conduite de Monsieur de la Violette , lequel mis pied à terre le quatrième de juillet de l'an 1634 avec quelque nombre de nos Français pour la plupart artisans. Et dès lors, on donna commencement à la maison et habitation ou fort qui se voit en ce lieu. / Le troisième de septembre de la même année, le Révérend Père Paul Le Jeune et le P. Buteux, religieux de la Compagnie de Jésus, partirent de Québec dans une barque et arrivèrent ici le 8 du même mois pour y assister nos Français pour le salut de leurs âmes. / Vers la fin de décembre de la même année, le mal de terre s'étant jeté parmi nos Français, en emporta quelques-uns qui ont donné commencement aux chrétiens défunts en ce pays. »

#### Deuxième mention

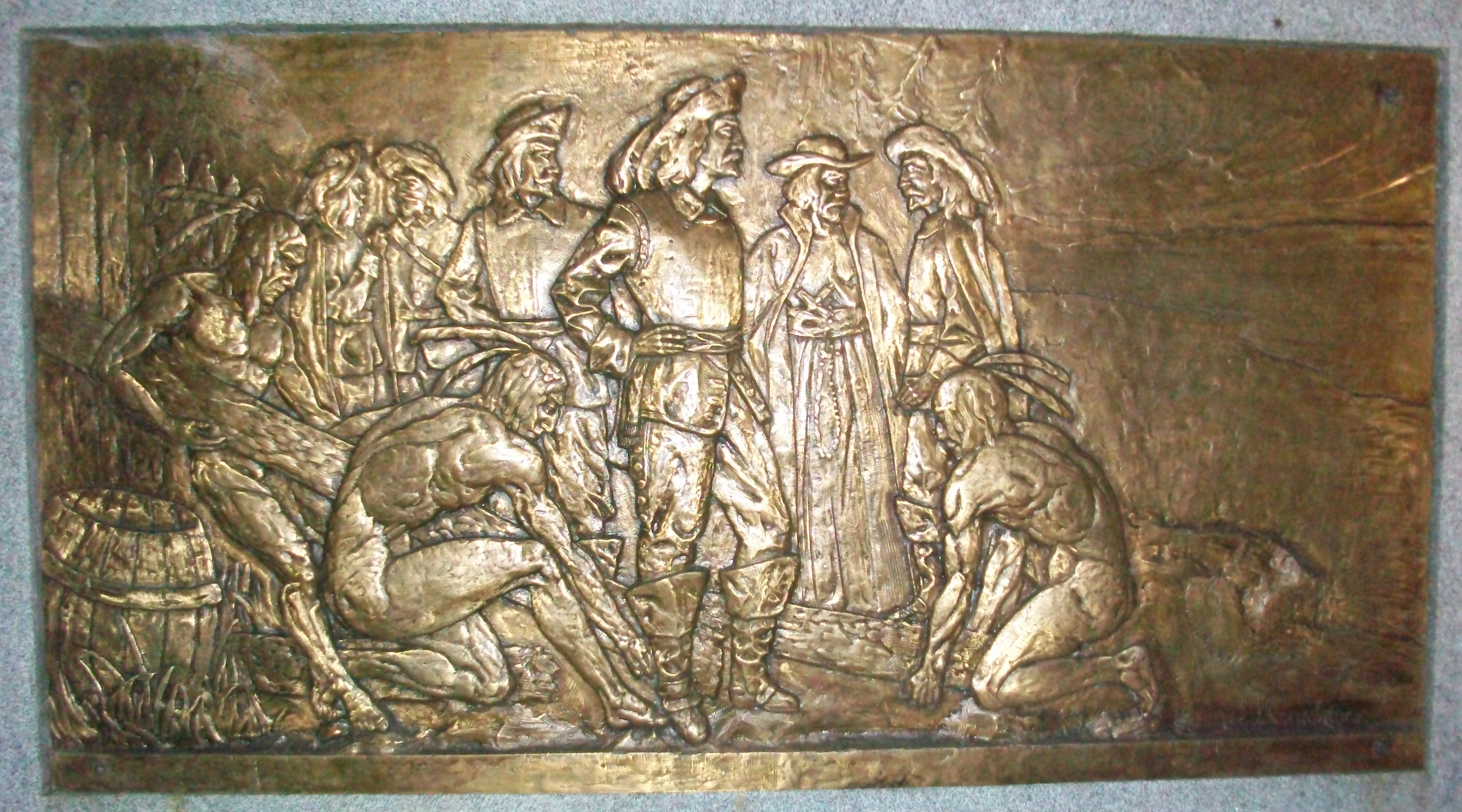
Scène représentant l'arrivée de Monsieur de la Violette en sol trifluvien.

Baptême du 18 février 1635 : « Le 18 février 1635, une femme sauvage native de certains peuples qui sont plus bas que Tadoussac, du même côté, nommé Hiperighe hahakhi, âgée d'environ 35 ans, ayant été instruite par le R. P. Paul Le Jeune, de la Compagnie de Jésus, fut baptisée par le même, en la chapelle domestique de cette habitation et nommée Anne. Monsieur de la Violette, commandant en ce lieu des Trois-Rivières, a été son parrain. »

#### Troisième mention
Baptême du 17 avril 1636 : « Le 17 avril, une jeune sauvagesse, âgée de 13 à 14 ans, de la nation de Tadoussac, ayant été instruite par le Père Jacques Buteux, fut baptisée par le même. Elle eut pour parrain M. de la Violette, commandant au fort, qui lui donna le nom de Marie selon la promesse que la fille en avait faite à Notre Dame, la Sainte Vierge Marie. »

## Hypothèses de recherche

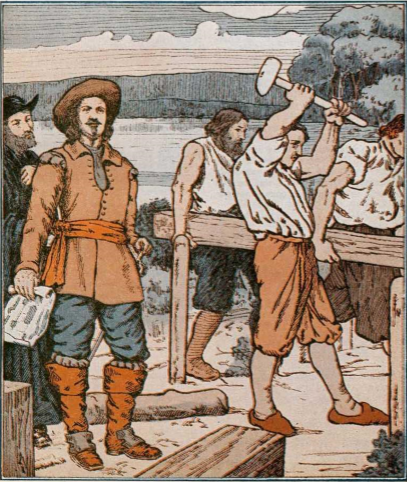
Le Sieur de La Violette.

On ne connaît pas le prénom ni le nom complet de Laviolette. Laviolette est probablement un surnom de soldat.
Robert de Lonvilliers de Poincy.
Nicolas Goupil :
Certains auteurs ont prétendu que le nom complet ou véritable de Laviolette était Nicolas Goupil, et ce n'est pas le cas. On ne connaît pas le prénom ni le nom complet de Laviolette. Aucune preuve relative à ces prétentions n'a jamais pu être fournie. La vidéo La Mauricie-Bois-Francs en images, les débuts de la Mauricie (aussi intitulée Mauricie, ses débuts), produite en 1993 dans la série Le Québec en images par Radio-Québec (aujourd'hui Télé-Québec), et diffusée dans de nombreuses écoles du primaire et du secondaire, a largement contribué à répandre cette hypothèse non fondée
Nicolas Lalande :
En 1992, Michelle Roy écrivait dans Le Nouvelliste que le nom du sieur de Laviolette était Nicolas Lalande, qui, écrit-elle, appartenait à une loge franc-maçonnique du nom de Laviolette. Quoiqu’on en fasse remonter ses origines au temple de Salomon, la franc-maçonnerie a été fondée en Angleterre au XVIIIe siècle et n’existait pas encore en 1634. S'agissait-il pour l'auteure d'une simple distraction entre les noms Goupil et Lalande, qui sont aussi ceux de deux des huit martyrs canadiens, Jean de La Lande et René Goupil.
Guy Laviolette :
Depuis plusieurs décennies, des chercheurs tentent d'identifier le vrai nom de Laviolette, fondateur de Trois-Rivières. Parmi les prénoms proposés, il y a Guy. Peut-être s'agit-il simplement d'une confusion avec le pseudonyme de Henri Gingras (en religion, Frère Achille de la congrégation des Frères de l'instruction chrétienne, pseudonyme Guy Laviolette), auteur de nombreux ouvrages en histoire et manuels d'histoire du Canada dans les années 1940-1970.
Jean Laviolette :
D'autres auteurs le prénomment Jean, sans en préciser de quelconque source.
Samuel de Champlain :
Dans la vidéo Laviolette, l'incroyable mystérieux, intitulée aussi Le mystérieux Laviolette, les auteurs rapportent, sans donner leurs sources, que « certains iront même jusqu'à dire que Champlain et Laviolette ne sont qu'une seule et même personne. »
Nicolas Nau dit La Violette :
Dans sa liste des engagés de la Compagnie de la Nouvelle-France (ou des Cent Associés) venus sur les navires Salamandre et Lionne en 1632, liste dressée à partir du contrat d'engagement passé chez le notaire Jehan Fresquet du Havre, le généalogiste Michel Robert rapporte le nom de Nicolas Nau dit la Violette. Dans cet article, il précise qu'il a vu ce contrat notarié aux Archives départementales de Rouen en 2003. L'auteur signale que ce Nau dit La Violette signe le contrat.

## Commémoration
Au Québec, plusieurs rues, parcs et autres lieux publics portent le nom de Laviolette, dont :
- un boulevard à Trois-Rivières

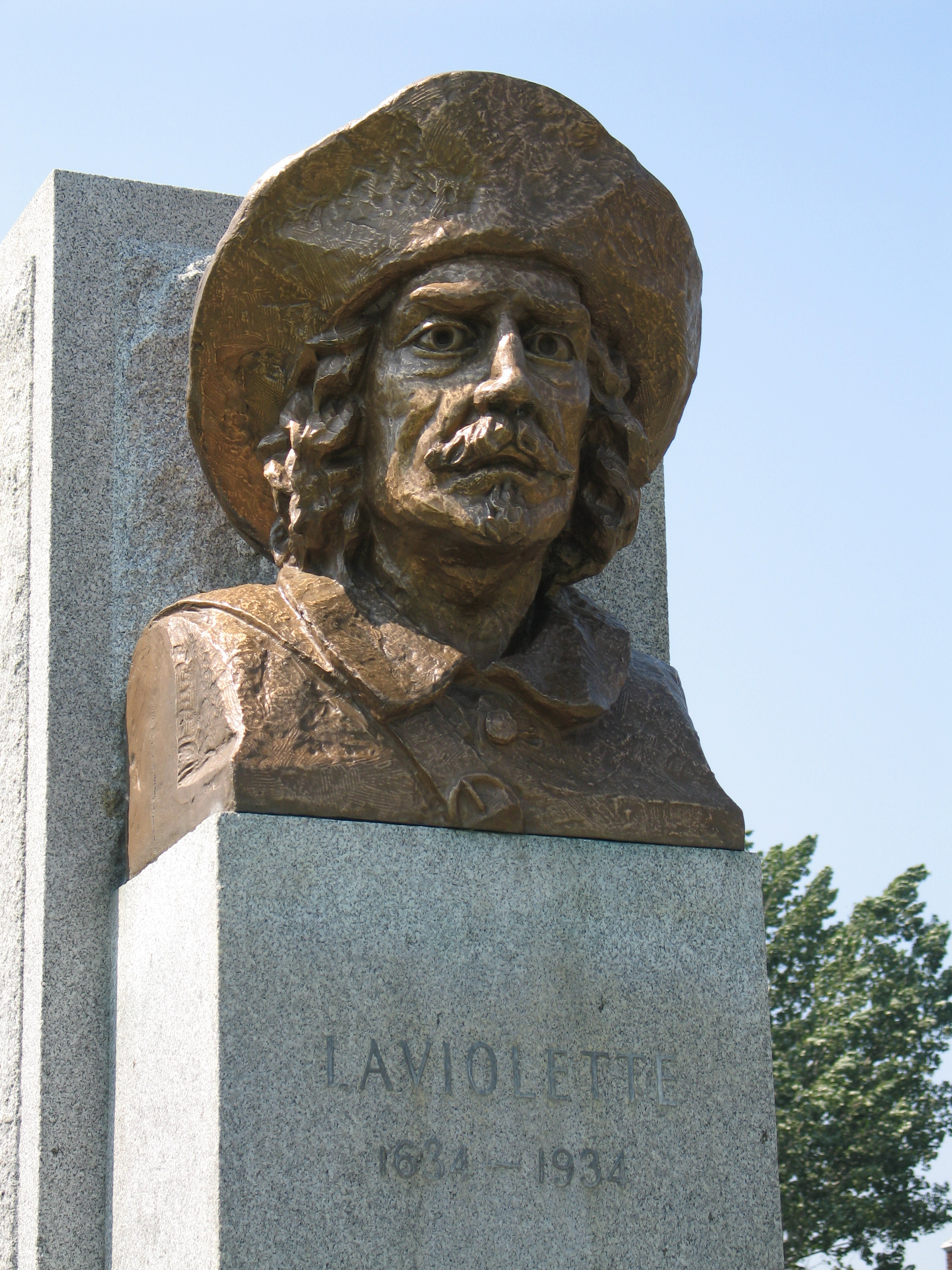
Buste de Laviolette, en face du bureau de poste de Trois-Rivières. La statue a été érigée en 1934, à l'occasion du tricentenaire de la ville.
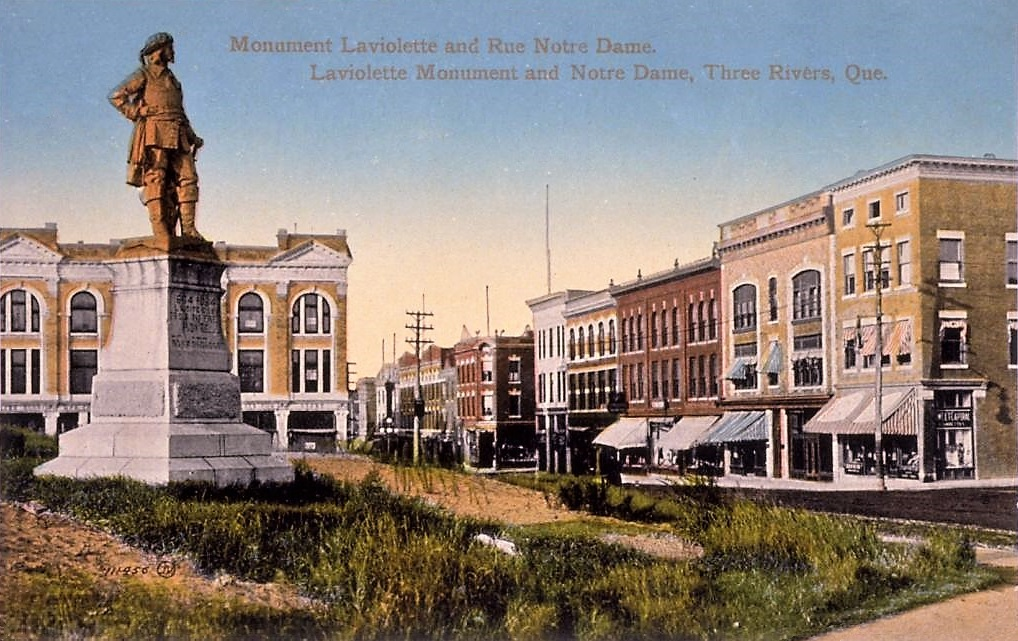
Statue de Laviolette (érigée en 1884 lors des célébrations du de la ville et disparue en 1919) et vue sur la rue Notre-Dame-Centre, à Trois-Rivières vers 1900.
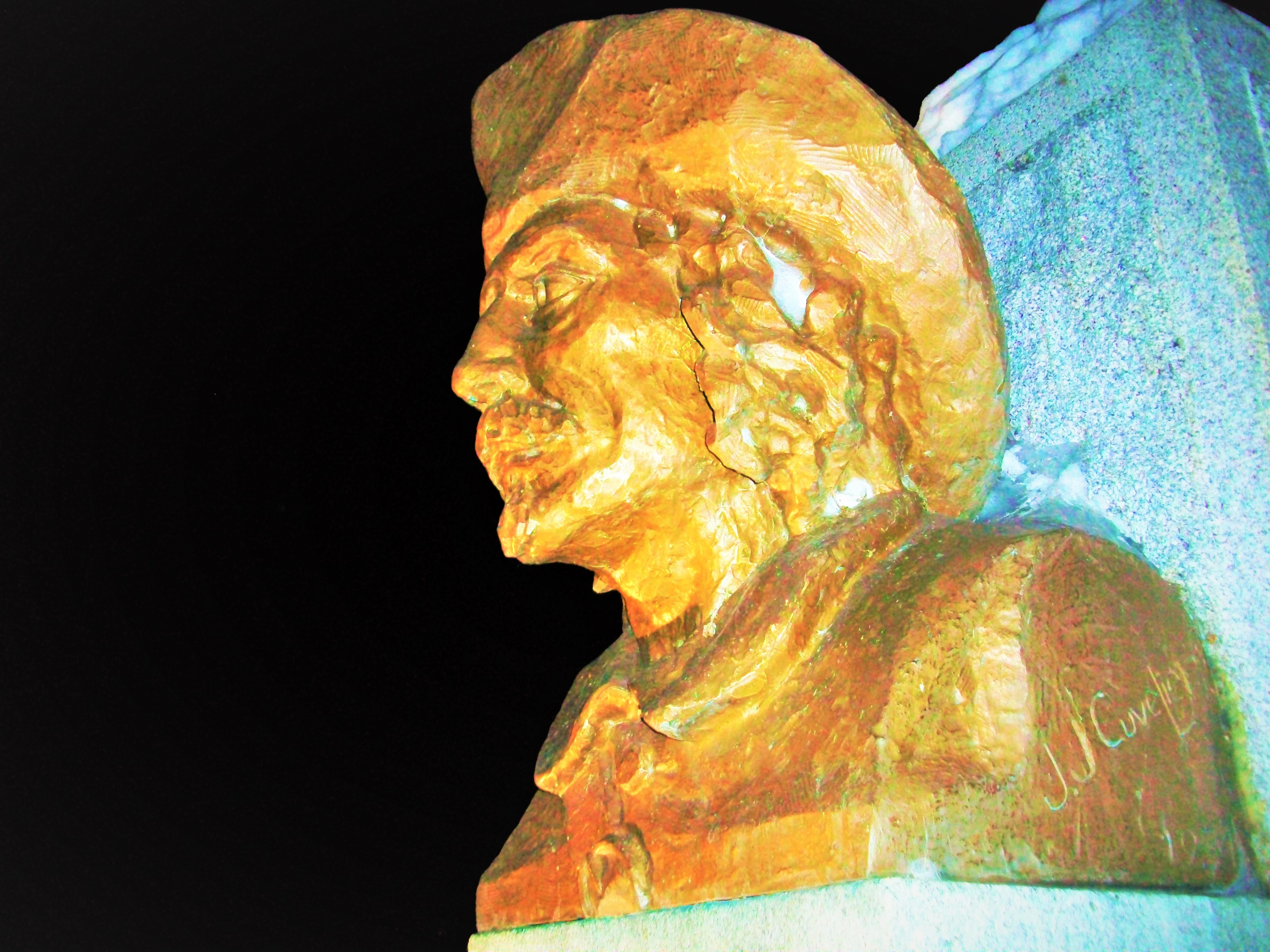
une caisse Desjardins à Trois-Rivières, la Caisse Desjardins Laviolette
- un canton dans la région de Lanaudière
- une circonscription électorale provinciale
- un club de curling à Trois-Rivières
- une rue à Bromont
- une rue à Cantley
- une rue à Châteauguay
- une rue à Gatineau
- une rue à Longueuil
- une rue à Mont-Laurier
- une rue à Québec
- une rue à Saint-Jérôme
- une rue à Trois-Rivières
- un parc à Longueuil
- un parc à Trois-Rivières
- un pont qui traverse le fleuve Saint-Laurent et relie Trois-Rivières à Bécancour

### Documentaire
- Sur les traces de Laviolette (2009)